# Bantamvikt i fristil i brottning vid olympiska sommarspelen 1984
Herrarnas brottningsturnering i fristil i viktklassen bantamvikt vid olympiska sommarspelen 1984 avgjordes i Anaheim Convention Center i Anaheim. 

## Medaljörer
| Klass      | Guld                     | Silver            | Brons                  |
| Bantamvikt | Hideaki Tomiyama · Japan | Barry Davis · USA | Kim Eui-Kon · Sydkorea |

## Resultat
- TO — Vinst genom fall
- SP — Vinst genom överlägsenhet, 12-14 poängs skillnad, förloraren med poäng
- SO — Vinst genom överlägsenhet, 12-14 poängs skillnad, förloraren utan poäng
- ST — Vinst genom teknisk överlägsenhet, 15 poäng skillnad
- PP — Vinst genom poäng, förloraren med tekniska poäng
- PO — Vinst genom poäng, förloraren utan tekniska poäng
- PA — Vinst genom att motståndaren skadas
- DQ — Vinst genom förverkande
- D2 — Båda brottarna diskvalificerade på grund av passivitet  (0-0 poäng)
- DNA — Dök inte upp
- L — Förluster
- ER — Elimineringsrunda
- CP — Klassificeringspoäng
- TP — Tekniska poäng

- PA — Vinst genom att motståndaren skadats

### Elimineringsrunda

#### Pool A
| L              |                           | CP        | TP       |                           | L        |          |
| Omgång 1       | Omgång 1                  | Omgång 1  | Omgång 1 | Omgång 1                  | Omgång 1 | Omgång 1 |
| -------------- | ------------------------- | --------- | -------- | ------------------------- | -------- | -------- |
| 1              | Marwan Suhail Abood (IRQ) | 1-3 PP    | 2-5      | Brian Aspen (GBR)         | 0        |          |
| 1              | İbrahim Akgül (TUR)       | 0-4 TF    | 6:00     | Hideaki Tomiyama (JPN)    | 0        |          |
| 0              | Orlando Cáceres (PUR)     | 3.5-.5 SP | 14-4     | Saúl Leslie (PAN)         | 1        |          |
| 1              | Simon N'Kondag (CMR)      | 0-4 TF    | 1:03     | Rohtas Dahiya Singh (IND) | 0        |          |
| Omgång 2       |                           |           |          |                           |          |          |
| 2              | Marwan Suhail Abood (IRQ) | 0-4 ST    | 0-12     | İbrahim Akgül (TUR)       | 1        |          |
| 1              | Brian Aspen (GBR)         | 0-4 TF    | 3:51     | Hideaki Tomiyama (JPN)    | 0        |          |
| 0              | Orlando Cáceres (PUR)     | 4-0 TF    | 1:04     | Simon N'Kondag (CMR)      | 2        |          |
| 2              | Saúl Leslie (PAN)         | 0-4 ST    | 0-12     | Rohtas Dahiya Singh (IND) | 0        |          |
| Omgång 3       |                           |           |          |                           |          |          |
| 1              | Brian Aspen (GBR)         | 3-1 PP    | 8-5      | İbrahim Akgül (TUR)       | 2        |          |
| 0              | Hideaki Tomiyama (JPN)    | 3.5-.5 SP | 11-3     | Orlando Cáceres (PUR)     | 1        |          |
| 0              | Rohtas Dahiya Singh (IND) |           |          | Bye                       |          |          |
| Omgång 4       |                           |           |          |                           |          |          |
| 1              | Rohtas Dahiya Singh (IND) | 0-4 TF    | 2:19     | Hideaki Tomiyama (JPN)    | 0        |          |
| 2              | Brian Aspen (GBR)         | 0-4 PA    |          | Orlando Cáceres (PUR)     | 1        |          |
| Sista omgången |                           |           |          |                           |          |          |
|                | Hideaki Tomiyama (JPN)    | 3.5-.5 SP | 11-3     | Orlando Cáceres (PUR)     |          |          |
|                | Rohtas Dahiya Singh (IND) | 0-4 TF    | 2:19     | Hideaki Tomiyama (JPN)    |          |          |
|                | Orlando Cáceres (PUR)     | 3.5-.5 SP | 12-4     | Rohtas Dahiya Singh (IND) |          |          |

| Brottare                  | L | ER | CP   | Sista |
| ------------------------- | - | -- | ---- | ----- |
| Hideaki Tomiyama (JPN)    | 0 | -  | 15.5 | 7.5   |
| Orlando Cáceres (PUR)     | 1 | -  | 12   | 4     |
| Rohtas Dahiya Singh (IND) | 1 | -  | 8    | 0.5   |
| Brian Aspen (GBR)         | 2 | 4  | 6    |       |
| İbrahim Akgül (TUR)       | 2 | 3  | 5    |       |
| Marwan Suhail Abood (IRQ) | 2 | 2  | 1    |       |
| Saúl Leslie (PAN)         | 2 | 2  | 0.5  |       |
| Simon N'Kondag (CMR)      | 2 | 2  | 0    |       |

#### Pool B
| L              |                           | CP        | TP       |                           | L        |          |
| Omgång 1       | Omgång 1                  | Omgång 1  | Omgång 1 | Omgång 1                  | Omgång 1 | Omgång 1 |
| -------------- | ------------------------- | --------- | -------- | ------------------------- | -------- | -------- |
| 0              | Graeme Hawkins (NZL)      | 4-0 TF    | 1:35     | Miguel Ángel García (ESP) | 1        |          |
| 0              | Barry Davis (USA)         | 4-0 ST    | 24-10    | Guan Bunima (CHN)         | 1        |          |
| 1              | Sergio Severino (DOM)     | 0-4 ST    | 5-17     | Zoran Šorov (YUG)         | 0        |          |
| 1              | Lawrence Holmes (CAN)     | 0-4 ST    | 1-13     | Kim Eui-Kon (KOR)         | 0        |          |
| Omgång 2       |                           |           |          |                           |          |          |
| 1              | Graeme Hawkins (NZL)      | 0-4 ST    | 0-12     | Barry Davis (USA)         | 0        |          |
| 2              | Miguel Ángel García (ESP) | 0-4 ST    | 0-12     | Guan Bunima (CHN)         | 1        |          |
| 0              | Zoran Šorov (YUG)         | 3-1 PP    | 8-3      | Lawrence Holmes (CAN)     | 2        |          |
| 0              | Kim Eui-Kon (KOR)         |           |          | Bye                       |          |          |
| 1              | Sergio Severino (DOM)     |           |          | DNA                       |          |          |
| Omgång 3       |                           |           |          |                           |          |          |
| 1              | Kim Eui-Kon (KOR)         | .5-3.5 SP | 1-9      | Barry Davis (USA)         | 0        |          |
| 2              | Graeme Hawkins (NZL)      | 0-4 ST    | 3-15     | Guan Bunima (CHN)         | 1        |          |
| 0              | Zoran Šorov (YUG)         |           |          | Bye                       |          |          |
| Omgång 4       |                           |           |          |                           |          |          |
| 1              | Zoran Šorov (YUG)         | 1-3 PP    | 4-6      | Barry Davis (USA)         | 0        |          |
| 1              | Kim Eui-Kon (KOR)         | 4-0 ST    | 12-0     | Guan Bunima (CHN)         | 2        |          |
| Sista omgången |                           |           |          |                           |          |          |
|                | Kim Eui-Kon (KOR)         | .5-3.5 SP | 1-9      | Barry Davis (USA)         |          |          |
|                | Zoran Šorov (YUG)         | 1-3 PP    | 4-6      | Barry Davis (USA)         |          |          |
|                | Zoran Šorov (YUG)         | .5-3.5 SP | 2-10     | Kim Eui-Kon (KOR)         |          |          |

| Brottare                  | L | ER | CP   | Sista |
| ------------------------- | - | -- | ---- | ----- |
| Barry Davis (USA)         | 0 | -  | 14.5 | 6.5   |
| Kim Eui-Kon (KOR)         | 1 | -  | 8.5  | 4     |
| Zoran Šorov (YUG)         | 1 | -  | 8    | 1.5   |
| Guan Bunima (CHN)         | 2 | 4  | 8    |       |
| Graeme Hawkins (NZL)      | 2 | 3  | 4    |       |
| Lawrence Holmes (CAN)     | 2 | 2  | 1    |       |
| Miguel Ángel García (ESP) | 2 | 2  | 0    |       |
| Sergio Severino (DOM)     | 1 | 1  | 0    |       |

### Slutkamper
|                           | CP        | TP        |                   |           |
| 5:e plats                 | 5:e plats | 5:e plats | 5:e plats         | 5:e plats |
| ------------------------- | --------- | --------- | ----------------- | --------- |
| Rohtas Dahiya Singh (IND) | 3-1 PP    | 3-2       | Zoran Šorov (YUG) |           |
| Bronsmatch                |           |           |                   |           |
| Orlando Cáceres (PUR)     | 1-3 PP    | 4-7       | Kim Eui-Kon (KOR) |           |
| Final                     |           |           |                   |           |
| Hideaki Tomiyama (JPN)    | 3-1 PP    | 8-3       | Barry Davis (USA) |           |